# Ђардинето-Понте Мађо (Лука)
Ђардинето-Понте Мађо је насеље у Италији у округу Лука, региону Тоскана.
Према процени из 2011. у насељу је живело 99 становника. Насеље се налази на надморској висини од 309 м.